# Pristimantis seorsus
Espèce
Statut de conservation UICN

 DD  : Données insuffisantes
Pristimantis seorsus est une espèce d'amphibiens de la famille des Craugastoridae.

## Répartition
Cette espèce est endémique de la province de La Convención dans la région de Cuzco au Pérou. Elle se rencontre à environ 3 350 m d'altitude dans la cordillère de Vilcabamba.

## Description
Les mâles mesurent de 17,6 à 19,4 mm et la femelle 20,9 mm.

## Étymologie
Le nom spécifique seorsus vient du latin seorsus, à part, séparé, en référence à la distribution de cette espèce disjointe des autres membres du groupe Pristimantis orestes.

## Publication originale
- Lehr, 2007 : New eleutherodactyline frogs (Leptodactylidae: Pristimantis, Phrynopus) from Peru. Bulletin of the Museum of Comparative Zoology, vol. 159, no 2, p. 145-178 (texte intégral).